# Yang Hao
Yang Hao (chiń. upr. 杨昊; chiń. trad. 楊昊; pinyin Yáng Hào; ur. 21 marca 1980 roku w Pekinie) – chińska siatkarka, reprezentantka kraju. Gra na pozycji atakującej. W 2004 roku zdobyła złoty medal Igrzysk Olimpijskich z Aten. W 2008 roku w Pekinie zdobyła brązowy medal olimpijski.
Obecnie występuje we włoska Serie A, w drużynie Desparu Perugia.

## Kariera
- 2001–2008 Liaoning
- 2008–2009 Despar Perugia

## Sukcesy
- 2001 -  II miejsce w World Grand Prix
- 2003 -   Zwycięstwo w Grand Prix
- 2003 -  Puchar Świata
- 2004 -   Złoty medal Igrzysk Olimpijskich
- 2005 -   Brązowy medal World Grand Prix
- 2006 -   Mistrzostwo Azji
- 2008 -   III miejsce Igrzysk Olimpijskich
- 2009 -   Brązowy medal Ligi Mistrzyń

## Nagrody indywidualne
- 2002 - Najlepsza punktująca i serwująca World Grand Prix
- 2003 - Najlepsza serwująca World Grand Prix
- 2005 - Najlepsza serwująca World Grand Prix
- 2007 - Najlepsza serwująca World Grand Prix